# Gaetano Richelli
Gaetano Richelli (Verona, 12 febbraio 1919 – Verona, 30 giugno 2004) è stato un fotografo italiano.
Ha lavorato per l'Ente lirico, il giornale "L'Arena", l'Ente Fiera, Ente del Turismo, Banca Popolare, Cassa di Risparmio, Arnoldo Mondadori Editore, laboratori Glaxo, molto ricercato anche dai privati e artisti, per foto di catalogo e mostre. 
Tra il 1954 e il 1955 ha confezionato una serie di ritratti "casalinghi" del famoso soprano Maria Callas.
Tali ritratti furono commissionati dal marito della diva, Giovanni Battista Meneghini, e sono stati raccolti nel libro "Maria Callas a Verona".